# Myrte Sandu
Myrte Sandu (17 februari 1998) is een Nederlands langebaanschaatsster.
In 2019 reed Sandu op de NK Allround.

## Records

### Persoonlijke records[3]
| Afstand    | Tijd    | Datum           | Baan       |
| ---------- | ------- | --------------- | ---------- |
| 500 meter  | 41,54   | 14 oktober 2017 | De Scheg   |
| 1000 meter | 1.23,13 | 15 oktober 2017 | De Scheg   |
| 1500 meter | 2.08,16 | 27 januari 2019 | Heerenveen |
| 3000 meter | 4.36,44 | 9 november 2016 | Heerenveen |
| 5000 meter | 8.26,38 | 9 december 2018 | Groningen  |